# Christine Henriette Witthöft

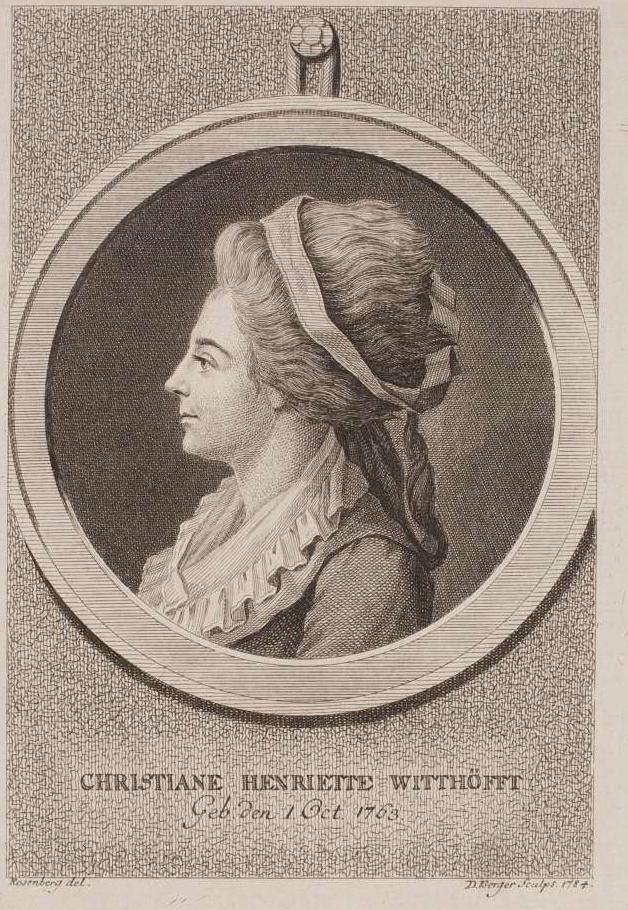
Christiane Henriette Witthöft

Christi(a)ne Henriette Witthöft (* 30. September 1763 in Hamburg; † 8. Januar 1832 in Mannheim) war eine deutsche Theaterschauspielerin. Sie spielte am Nationaltheater Mannheim zunächst die Rollen der jugendlichen Liebhaberin, später dann auch Mütterrollen und komische Rollen. Sie galt als die beste Schauspielerin des Theaters im komischen Fach. Friedrich Schiller berichtet, dass ihr Gesicht durch Blatternnarben gezeichnet war.

## Herkunft
Ihre Eltern waren der Schauspieler Karl Wilhelm Witthöft (* 1728; † 28. Februar 1798) und dessen Ehefrau Josepha (* 1734).

## Leben
Schon in früher Kindheit bis etwa zum zwölften Lebensjahr hatte sie Schauspielunterricht bei Johanna Christiana Starke. Diese war eine der namhaftesten Schauspielerinnen unter Heinrich Gottfried Koch und später unter Friedrich Ludwig Schröder. 
Dem Lyriker Friedrich Wilhelm Gotter war die Witthöft von verschiedenen Persönlichkeiten empfohlen worden, und so glaubte er, die junge Künstlerin auch Karl Theodor von Dalberg als Ersatz für die im Juni 1784 verstorbene Caroline Beck empfehlen zu können.
Am 7. Februar 1785 hatte Witthöft am Mannheimer Theater ihr Bühnendebüt als Rutland in dem Trauerspiel Graf Esser (Graf von Essex) von John Banks. Iffland beurteilte sie damals mit den Worten: „Der feinste Weltton, das graziöseste Benehmen, liebenswürdige Laune dicht an Muthwillen im Geleit der sittlichen Weiblichkeit sind das Eigenthum dieser liebenswürdigen Künstlerin.“' Die Hoffnungen, die er in sie setzte, wurden nicht enttäuscht. Mehr und mehr lernte Iffland neben ihrer Begabung auch ihre Pflichttreue und Anpassungsfähigkeit zu schätzen. 
Sie gab 1821 ihre Abschiedsvorstellung an der Mannheimer Bühne und starb 1832.

## Familie
Anfang Oktober 1795 heiratete Henriette Witthöft den zum Theaterorchester gehörenden verwitweten Musiker Peter Nicola. Seine erste Frau war seit 1782 die Schauspielerin Henriette Kirchhöffer (* 1767; † 7. Februar 1795). Er brachte eine Tochter mit in die Ehe: 
- Katharina Christine (1783–1839), Schauspielerin ⚭ 1801 Karl August Leibnitz (1773–1851), Sänger[7]

Witthöft hatte mit Nicola einen Sohn:
- Karl Nicola (1797–1875), Geiger, Komponist ⚭ 1823 Karoline Stenz (* 1802), Sängerin[8]